# Klackarmband

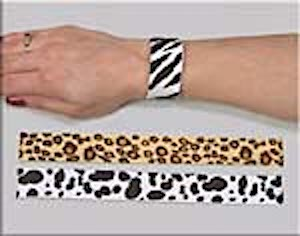
Klackarmbänder und Klackarmband am Arm

Als Klackarmband (auch Schnapparmband oder Schlagarmband) bezeichnet man Armbänder aus Metall, die, zunächst gerade, sich beim Anschlagen gegen Arm oder anderes um diesen wickeln. Die Bänder verbleiben dann in dieser umschlungenen Lage, bis sie wieder gestreckt werden. Klackarmbänder kamen in den 1990er Jahren auf, damals vor allem bedruckt mit bunten Motiven. Klackarmbänder werden häufig mit Reflektorfolie versehen und dienen dann an der Kleidung angebracht als Schutz im Straßenverkehr, z. B. Joggern. Klackarmbänder werden häufig als Werbegeschenk genutzt oder von der Polizei an Kinder verteilt.
Klackarmbänder funktionieren nach dem physikalischen Prinzip der Bistabilität. Sie haben zwei Formen, in denen sie stabil verharren. Durch hinzugefügte Aktivierungsenergie wechseln sie die Form.

## Rezeption
Als typisches Accessoire der 1990er Jahre zitierte 2014 Jan Böhmermann die Klackarmbänder in seiner Hommage an dieses Jahrzehnt. Luke Mockridge nahm 2016 in seinem Programm zu den 1990er Jahren auf Klackarmbänder Bezug. Auch in der Literatur haben Klackarmbänder eine weite Rezeption, z. B. als typischer Alltagsgegenstand der 1990er Jahre.